# ドルナッハ
ドルナッハ（スイスドイツ語：Dornech）は、スイスのゾロトゥルン州にあるドルネック地区の基礎自治体（ゲマインデ）。ドルナハとも表記される。 

## 歴史

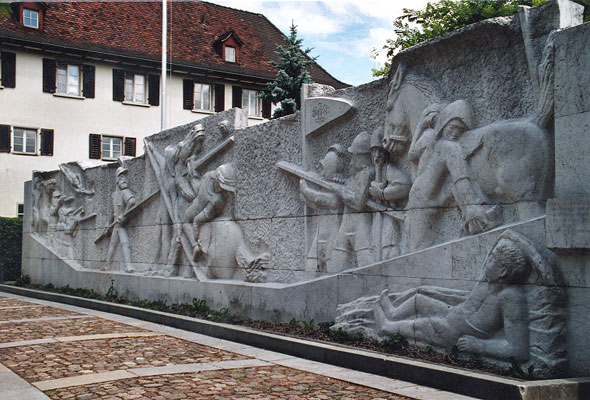
ドルナッハの戦いの記念碑

ドルナッハは1223年に初めて記録に現れ、1307年には現在の名で呼ばれていた。
1499年にはドルナッハの戦いの舞台となり、シュヴァーベン戦争の終戦、さらにスイス同盟の神聖ローマ帝国からの事実上の独立を招いた。ドルナッハの戦いは1949年に記念碑に記された。 
今日、ドルナッハはゲーテアヌムで有名であり、 ルドルフ・シュタイナーによって設立された「普遍アントロポゾフィー協会」の協会本部が置かれている。 

## 地理
2009年現在、5.77平方キロメートル (2.23 sq mi)の面積を持つ。
ドルネック地区に位置し、ドルナッハ・ドルフ（オーバードルナッハとも呼ばれる）とドルナッハ・ブルックからなる村で構成されている。19世紀後半まで2つの村は完全に分かれていた。 

## 市章
市の紋章記述は「Argent two Fish-hooks inverted and addorsed Sable」と表される。 

ドルナッハの市章

## 人口
2018年12月現在、ドルナッハの人口は6,780人。 過去10年間（1999年〜2009年）に人口は4.2％の割合で変化している。 
2000年現在、人口のほとんどがドイツ語話者であり、5,212人（88.5%）にのぼる。ついで多いのがイタリア語話者で、137人（2.3％）。3番目がフランス語話者で91人（1.5％）。ロマンシュ語話者は6人。 
 

歴史的な人口変化は次のグラフのように表される。   

## 建築物
ゲーテアヌムと周囲の建築物やドルネック城の旧跡は国の文化財として指定されている。 

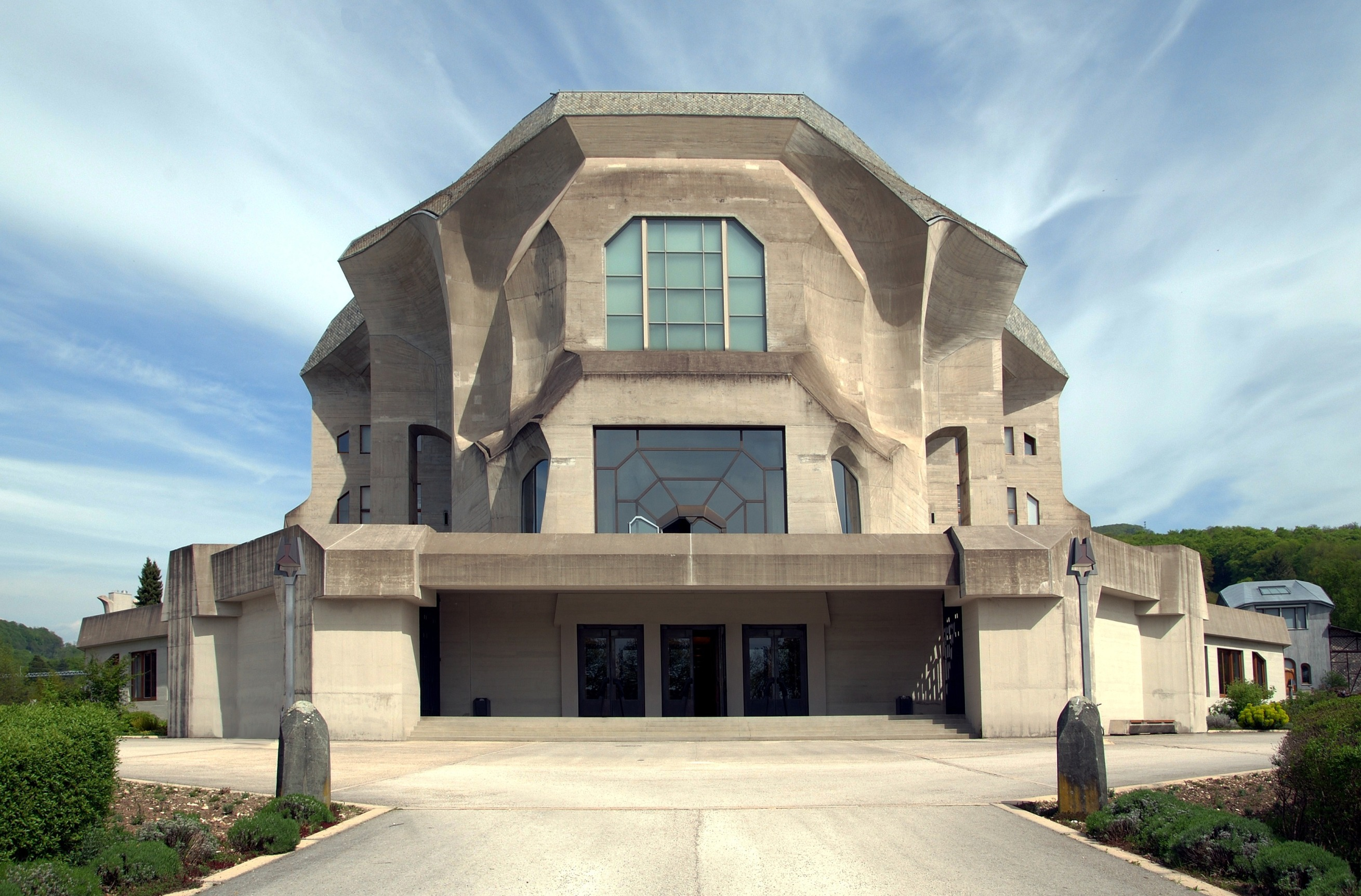
ゲーテアナム
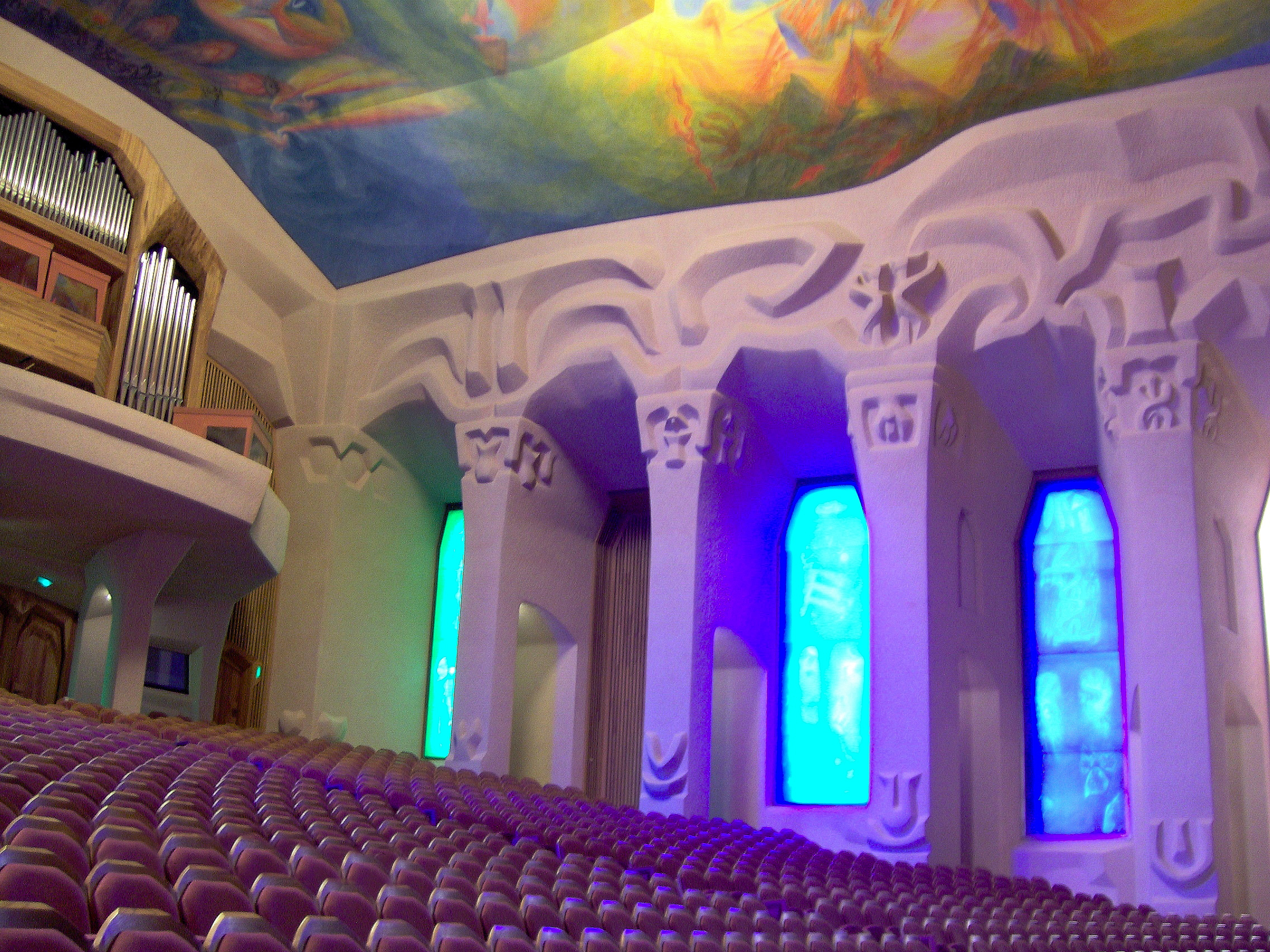
ゲーテアナムのメインホール
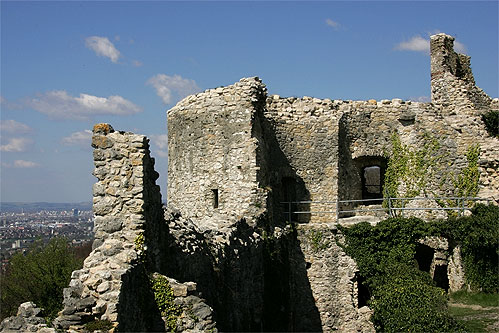
ドルネック城の城址
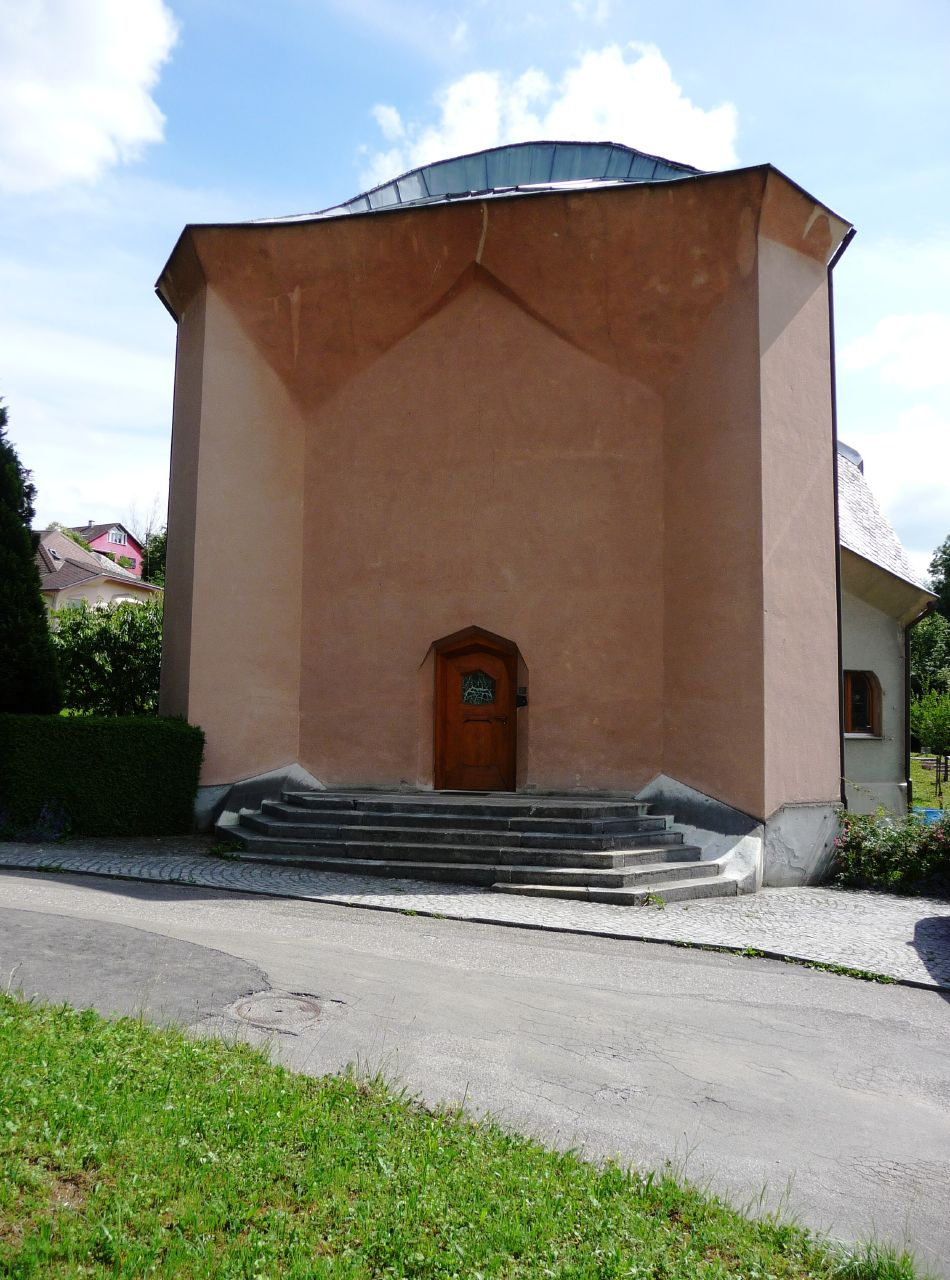